# National Democratic Alliance (Indien)
Die National Democratic Alliance (NDA, „Nationale Demokratische Allianz“) ist ein Parteienbündnis in Indien. Sie wird von der Bharatiya Janata Party (BJP) angeführt und hatte bei der Gründung 1998 13 Mitgliedsparteien. Gegenspieler der NDA ist die United Progressive Alliance (UPA), die von der Indischen Kongresspartei angeführt wird.
Die NDA ist ein ausgesprochenes Zweckbündnis. Im Verlauf ihrer Geschichte haben sich die unterschiedlichsten Parteien unter ihrem Dach zeitweilig zusammengefunden. Echte ideologische Gemeinsamkeiten mit der hinduistisch-nationalistischen BJP haben eigentlich nur Shiv Sena, eine Regionalpartei aus Maharashtra sowie die Sikh-Partei Shiromani Akali Dal aus dem Punjab. Andere Parteien, die zeitweilig Mitglied der NDA waren, haben und hatten zum Teil so gut wie keine inhaltlichen Gemeinsamkeiten mit der BJP, beispielsweise die überwiegend muslimische Jammu & Kashmir National Conference. Die NDA ist damit kennzeichnend für den ausgeprägten Opportunismus in der Parteienlandschaft Indiens, wo in der Vergangenheit viele Klein- und Regionalparteien als Mehrheitsbeschaffer fungierten und im Gegenzug ihre Klientel-Interessen durchzusetzen suchten.
Bei der gesamtindischen Parlamentswahl im Oktober 1999 gewannen die Parteien der NDA unter Führung von Atal Bihari Vajpayee (BJP) die absolute Mehrheit und bildeten anschließend eine Koalitionsregierung unter Ministerpräsident Vajpayee. Bei der folgenden Parlamentswahl 2004 war die NDA – wieder unter Vajpayee – als klarer Favorit in das Rennen gegangen, verlor jedoch überraschend die Wahl. Auch die folgende Wahl im Jahr 2009 ging für die NDA verloren. Im Jahr 2014 konnte die NDA, die allerdings auf wenige Parteien zusammengeschrumpft war, dagegen bei der Parlamentswahl einen erdrutschartigen Sieg erringen und in der Folge wurde eine Koalitionsregierung unter Ministerpräsident Narendra Modi gebildet.
Die folgende Tabelle listet die wichtigsten NDA-Mitgliedsparteien mit Dauer ihrer Zugehörigkeit zur Allianz auf. Die Auflistung ist nicht vollständig. Im Mai 2014 umfasste die NDA-Parteienkoalition zusammen mit der BJP insgesamt 27 Parteien.
| Partei                                   | Kürzel | Mitglied der NDA     |
| ---------------------------------------- | ------ | -------------------- |
| Bharatiya Janata Party                   | BJP    | 1998–                |
| Shiv Sena                                | SHS    | 1998–                |
| Shiromani Akali Dal                      | SAD    | 1998–                |
| Janata Dal (United)                      | JD(U)  | 1999–2013, 2017–     |
| All India Anna Dravida Munnetra Kazhagam | AIADMK | 1998–1999, 2004–2006 |
| Samata Party                             | SAP    | 1998–2003            |
| Biju Janata Dal                          | BJD    | 1998–2009            |
| All India Trinamool Congress             | AITC   | 1998–2001            |
| Dravida Munnetra Kazhagam                | DMK    | 1998–2003            |
| Pattali Makkal Katchi                    | PMK    | 1998–2004, 2014–     |
| Marumalarchi Dravida Munnetra Kazhagam   | MDMK   | 1998–2004, 2014      |
| Janata Party                             | JNP    | 1998–2013            |
| Mizo National Front                      | MNP    | 1998–                |
| Lok Shakti                               | LS     | 1998–1999            |
| Haryana Vikas Party                      | HVP    | 1996–1999            |
| Telangana Rashtra Samithi                | TRS    | 2009–2009 (?)        |
| Nagaland People’s Front                  | NPF    | 1998–                |
| Lok Janshakti Party                      | LJP    | 2000–2002, 2014–2020 |
| Jammu & Kashmir National Conference      | JKNC   | 1998–2003            |
| Asom Gana Parishad                       | AGP    | 2009 –2019           |
| Rashtriya Lok Dal                        | RLD    |                      |
| Jharkhand Mukti Morcha                   | JMM    | ?–2012               |
| Indian National Lok Dal                  | INLD   | 1998–2004, 2008–2009 |
| Rashtriya Lok Samta Party                | RLSP   | 2014 –2018           |
| Telugu Desam Party                       | TDP    | 2014 –2018           |

1. ↑  nachdem Narendra Modi 2013 Spitzenkandidat der BJP für die Wahl 2014 geworden war, kündigte die JD(U) das Bündnis mit der BJP auf
2. ↑  nachdem die Grand alliance aus JD(U), Kongresspartei und Rashtriya Janata Dal in Bihar ihr Ende gefunden hatte, bildete die JD(U) wieder eine Koalition mit der BJP
3. ↑  der Austritt der AIADMK aus der regierenden NDA-Koalitionsregierung unter Premierminister Vajpayee war der Hauptanlass für die vorgezogene Neuwahl 1999; vor der Wahl 2004 ging die AIADMK wieder eine Allianz mit der BJP ein, die sie 2006 wieder verließ
4. ↑  der größte Teil der Samata Party vereinigte sich im Jahr 2003 mit der Janata Dal (United), ein kleiner Teil blieb allerdings weiter unter dem alten Parteinamen selbständig
5. ↑  die BJD verließ die NDA, nachdem die Wahlkreisabsprachen mit der BJP in Orissa im Vorfeld der Wahl 2009 zu keiner Einigung geführt hatten
6. 1 2  Grund des Austritts der PMK und MDMK aus der NDA im Jahr 2004 waren die Bündnisverhandlungen der BJP mit der konkurrierenden AIADMK, sowie Differenzen in der Tamil-Eelam-Frage; im Vorfeld der Wahl 2014 schlossen sich beide wieder der NDA an
7. ↑  Im Jahr 2013 vereinigte sich die Janata Party mit der BJP
8. ↑  im Jahr 1999 vereinigte sich die Lok Shakti mit der Janata Dal (United)
9. ↑  die LJP entstand im Jahr 2000 als Abspaltung der JD(U) und blieb zunächst weiter Mitglied der UPA, der Anlass für ihren Austritt waren die Ausschreitungen in Gujarat 2002; im Vorfeld der Wahl 2014 ging die LJP wieder ein Bündnis mit der BJP ein
10. ↑  Anlass für das Ausscheiden von AGP aus der Allianz mit der BJP – unklar ist, ob AGP formell Mitglied in der NDA war – waren Meinungsverschiedenheiten über das neue Staatsangehörigkeitsgesetz Citizenship (Amendment) Bill 2016.
11. ↑  2004 trennte sich die INLD von der BJP kurz vor der Parlamentswahl 2004 aufgrund von Koalitionsstreitigkeiten in Haryana. Im Jahr 2008 schloss sie sich wieder der NDA an. Grund des Ausscheidens der INLD aus der NDA 2009 waren unüberbrückbare Differenzen mit der BJP bei Wahlkreisabsprachen in Haryana
12. ↑  die RLSP verließ die NDA wegen Meinungsverschiedenheiten über die Wahlkreisabsprachen bei der anstehenden Parlamentswahl 2019
13. ↑  aufgrund der Weigerung der indischen Zentralregierung Andhra Pradesh besondere Finanzmittel nach der Abspaltung Telanganas zur Verfügung zu stellen, verließ die TDP die Koalition mit der BJP